# Население на Вануату
Населението на Вануату през 2009 година е 243 304 души.

## Възрастов състав
(2000)
- 0-14 години: 37 % (мъже 35 934/ жени 34 404)
- 15-64 години: 60 % (мъже 58 155/ жени 55 156)
- над 65 години: 3 % (мъже 3228/ жени 2741)

(2006)
- 0-14 години: 32,6 % (мъже 34 804/ жени 33 331)
- 15-64 години: 63,7 % (мъже 67 919/ жени 65 138)
- над 65 години: 3,7 % (мъже 4027/ жени 3650)

(2015)
- 0-14 години: 36,7 % (мъже 51 014/ жени 48 940)
- 15-64 години: 59,5 % (мъже 79 939/ жени 82 092)
- над 65 години: 3,8 % (мъже 5236/ жени 5025)

## Етнически състав
Мнозинството от неселението са меланезийци (94 %), следват французите (4 %), и др.

## Религия
- 70% – протестанти
- 12,4% – католици
- 3,7% – местни вярвания
- 1,1% – атеисти
- 13,8% – други

## Език
Официални езици са бислама, английски и френски.